# Bidri
Bidri è un artigianato in metallo di Bidar. Fu sviluppato nel XIV secolo durante il governo dei sultani Bahmani. Il termine "bidri" deriva dal comune di Bidar, che è ancora il centro principale per la produzione di oggetti in metallo unici. Grazie alla sua straordinaria opera d'arte intarsiata, il bidri è un importante artigianato di esportazione dell'India ed è apprezzato come simbolo di ricchezza. Il metallo utilizzato è una lega annerita di zinco e rame intarsiata con sottili lamine di argento puro. Questa forma d'arte autoctona ha ottenuto il registro delle Indicazioni geografiche (IG).

## Origini

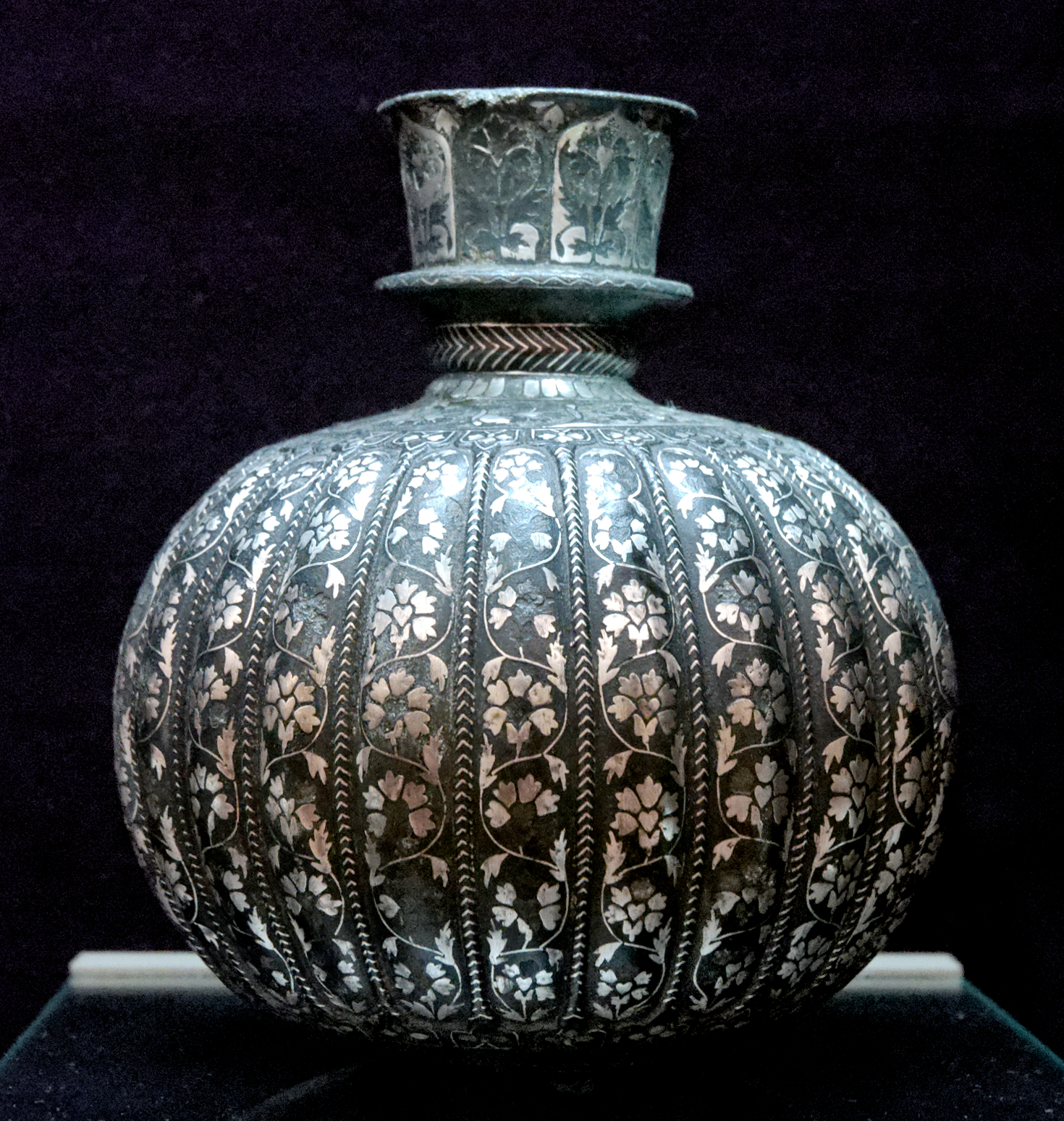
Una base "bidri" per narghilè della fine del XVII secolo al Louvre

L'origine del bidri è solitamente attribuita ai sultani Bahamani che governarono Bidar nel XIV-XV secolo. Le tecniche e lo stile del bidri sono influenzati dall'arte persiana. Fu portato per la prima volta in India dal noto sufi Khwaja Moinuddin Hasan Chisti sotto forma di utensili. La forma d'arte si sviluppò nel regno ed era un mix di influenze turche, persiane e arabe che si mescolarono con gli stili locali e così nacque uno stile unico. Abdullah bin Kaiser, un artigiano iraniano, fu invitato dal sultano Ahmed Shah Bahmani a lavorare alla decorazione dei palazzi reali e delle corti. Secondo alcuni resoconti, Kaiser lavorò con artigiani locali e la collaborazione portò alla creazione di oggetti bidri sotto il governo di Ahmed Shah e di suo figlio Second Alauddin Bahmani. Insieme agli artigiani locali, l'arte si diffuse in lungo e in largo e fu tramandata di generazione in generazione col passare del tempo.

## Artigiani "bidri"
Il ricercatore artistico di bidri, Rehaman Patel, condivide che i premiati hanno anche mostrato le loro abilità esibendo varietà di arte bidri in paesi stranieri.
Ci sono artigiani di questo genere artistico che hanno portato questa pratica al riconoscimento nazionale e internazionale. Secondo il censimento dell'India, nel 1961, Syed Tassaduq Hussain, primo premiato nazionale nel 1969, era il capo della Gulistan Cooperative Society a Bidar. Gli altri importanti premiati nazionali sono stati Abdul Hakeem, Mohammed Najeeb Khan, Shah Majeed Quadri, Mohammed Moizuddin, Mohammed Abdul Rauf e Mohammed Saleemuddin.
Shah Rasheed Ahmed Quadri ha ricevuto numerosi premi tra cui un premio nazionale nel 1988, il premio dello stato del Karnataka nel 1984, il premio Rajyostava nel 2006, il premio Great Indian Achievement nel 2004 e il premio District Rajyotsava nel 1996. Il governo indiano gli ha conferito il premio Shilp Guru nel 2015.

## Processo di creazione di oggetti bidri
La lavorazione bidri è un processo in otto fasi: stampaggio, levigatura a lima, disegno a scalpello, incisione a scalpello e martello, intarsio in argento puro, levigatura, smerigliatura e infine ossidazione con terra e cloruro di ammonio.
Il bidri è prodotto da una lega di rame e zinco (nel rapporto 1:16) mediante colata. Il contenuto di zinco conferisce alla lega un colore nero intenso. In primo luogo, si forma uno stampo dal terreno reso malleabile dall'aggiunta di olio di ricino e resina. Il metallo fuso viene poi colato al suo interno per ottenere un pezzo che viene successivamente levigato mediante limatura. La colata viene poi rivestita con una soluzione forte di solfato di rame per ottenere un rivestimento nero temporaneo su cui vengono incisi i disegni a mano libera con l'aiuto di uno stilo di metallo.

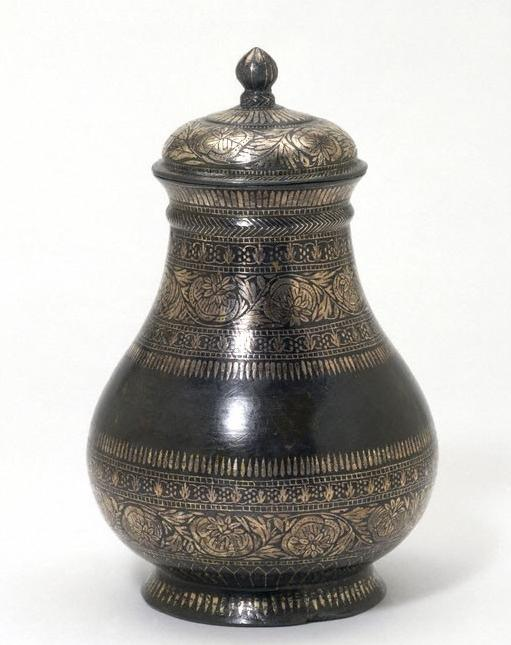
Coppa bidri con coperchio, 1850 circa V&A Museum

Questo viene quindi fissato in una morsa e l'artigiano utilizza piccoli scalpelli per incidere il disegno sulla traccia realizzata a mano libera. In queste scanalature viene poi inserito un sottile filo di argento puro che viene quindi martellato con cura nelle scanalature.
L'articolo viene quindi limato, lucidato e levigato per eliminare il rivestimento nero temporaneo. Ciò si traduce nel rendere l'intarsio d'argento appena distinguibile dalla superficie metallica scintillante che ora è tutta bianco argentea.
Il bidri è ora pronto per il processo di annerimento finale. Qui viene utilizzata una speciale varietà di terreno che è disponibile solo nelle parti non illuminate del forte di Bidar. Viene miscelato con cloruro d'ammonio e acqua per produrre una pasta che viene poi strofinata sulla superficie del bidri riscaldata. La pasta scurisce selettivamente il corpo mentre non ha alcun effetto sull'intarsio d'argento.
La pasta viene quindi risciacquata per rivelare un design argento lucido che colpisce in contrasto con la superficie nera. Come tocco finale, viene applicato l'olio sul prodotto finito per approfondire il rivestimento opaco. Il prodotto finito appare nero con intarsio argento brillante.

## Specialità del suolo
Si dice che il suolo di Bidar sia molto particolare, anche se nessuno sa esattamente cosa abbia di speciale. Alcuni artigiani ritengono che il terreno sia stato lontano dalla luce del sole e dalla pioggia da anni e quindi abbia grandi proprietà ossidanti. Altri ritengono che la parte del forte da cui viene portato il suolo fosse una miniera e quindi gli estratti di metallo contenuti nel suolo lo rendono unico. Gli artigiani dicono che la qualità della terra di Bidri è molto importante e la vera arte sta nel testare il fango necessario per realizzare gli articoli. Viene assaggiato dagli artigiani con la lingua e poi decidono se usarlo o meno. Questo talento deriva dall'esperienza e viene tramandato alla generazione successiva. Un'altra cosa importante è che tutto il processo di realizzazione del bidri, dalla colata all'ossidazione, viene eseguito a mano e quindi richiede tempo e quindi è anche costoso.

## Modelli
Tradizionalmente, sugli oggetti si trovano comunemente vari fiori (noti come asharfi-ki-booti), foglie (rampicanti), disegni geometrici, figure umane, piante di papavero stilizzate con fiori, ecc. Anche in Occidente sono molto richiesti i motivi delle rose persiane e i versetti del Corano in caratteri arabi.
In precedenza, i bidri erano usati per realizzare narghilè, portapaan e vasi, ma ora ne vengono ricavati ricordi, ciotole, orecchini, vassoi, scatole di ornamenti, altri gioielli e oggetti da esposizione.
Ad Aurangabad, gli artigiani realizzano anche modelli di motivi dalle grotte di Ajanta, in particolare Ajanta Padmapani, che sono diventati molto popolari tra i turisti stranieri.

## Innovazioni
Questo lavoro artistico metallico è sulla via del revival dopo l'introduzione di design innovativi e una varietà di nuovi modelli. I design spaziano da temi indiani a temi internazionali con gli ultimi accessori per la casa e lo stile di vita. I design innovativi sono sviluppati dal National Institute of Fashion Technology (NIFT). La Karnataka State Handicrafts Development Corporation Limited è entusiasta di promuovere la forma d'arte bidri.
L'arte tradizionale, che si identifica con una serie limitata di disegni, sta ora cercando di diversificare e trovare un punto d'appoggio nel mercato odierno per attirare i clienti più giovani. I nuovi articoli includono copertine per unità USB, cancelleria per ufficio come graffette, mazzi di chiavi, medaglioni, apri buste, portapenne, paralumi e persino piastrelle per pavimenti. Il National Institute of Design ha ideato articoli nuovi e più leggeri che utilizzano meno argento e quindi costano meno.

## Bidri in altri luoghi

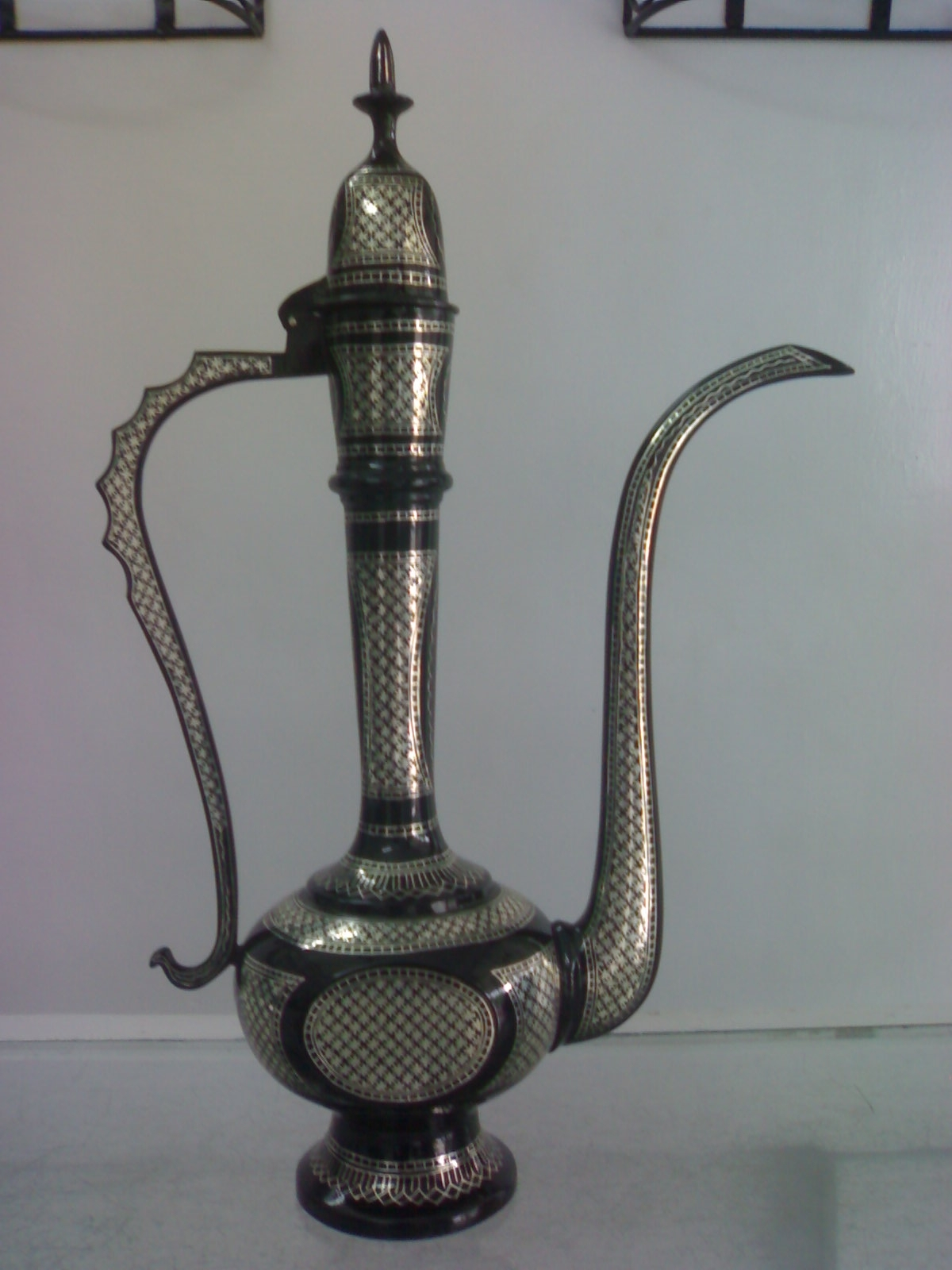
Un decanter per vino "bidri"

Mentre Bidar nel Karnataka e Hyderabad nel Telangana sono i centri più vivaci, quest'arte è praticata anche in poche altre parti del paese come Purnia nel Bihar, Lucknow nell'Uttar Pradesh e Murshidabad nel Bengala occidentale. I disegni sono per lo più convenzionali, inclusi rampicanti, fiori e talvolta figure umane.
A Bellori, un villaggio vicino a Purnia, gli artigiani locali, conosciuti come i Kansari, sono impegnati nella modellatura e nella tornitura di vasi bidri. I sonar (orafi) eseguono poi l'incisione e la lucidatura. Qui si trova anche il gharki, una variante meno sofisticata del bidri. Un'altra variante del bidri si trova a Zar Buland di Lucknow, dove i disegni ornamentali sono sollevati sopra la superficie.
Ad Aurangabad, l'arte bidri fu introdotta dal Nizam di Hyderabad poiché allora faceva parte dell'impero di Nizam. Poiché Aurangabad ha la sua ricca eredità di arte e artigianato, il lavoro di bidri si è presto mescolato alle arti locali.

## La ricerca sull'arte Bidri
L'artista di Gulbarga, Rehaman Patel, ha svolto ricerche approfondite sull'arte bidri, raccogliendo prove del retroterra storico del genere artistico, metodi di realizzazione, revisione critica delle collezioni in India e musei non indiani e l'introduzione di artigiani bidri. Patel è stato membro della Karnataka Shilpakala Academy Bangalore per l'anno 2014-2015. Ha presentato documentazione su "Collezione internazionale di arte bidri".
L'Indian Royal Academy of Art and Culture ha pubblicato un libro a Kannada intitolato Karnatakada Bidri Kale (Arte bidri di Karnataka) nell'ambito dell'assistenza finanziaria del Dipartimento di Kannada e Cultura, Governo del Karnataka nell'anno 2012. Una versione inglese sull'arte bidri è stata pubblicata dalla Karnataka Historical Research Publication nel 2017.

## Galleria d'immagini

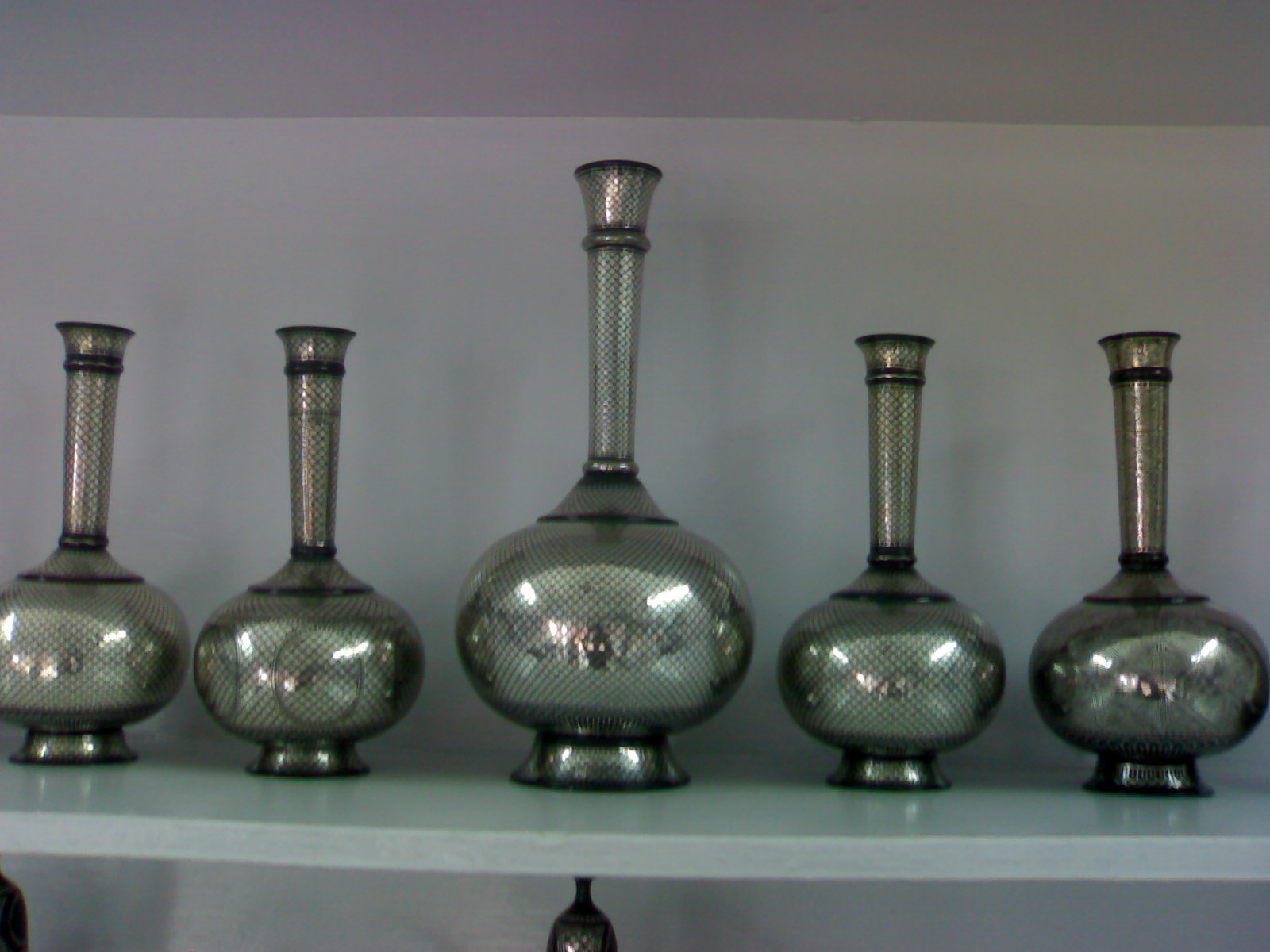
Vasi bidri
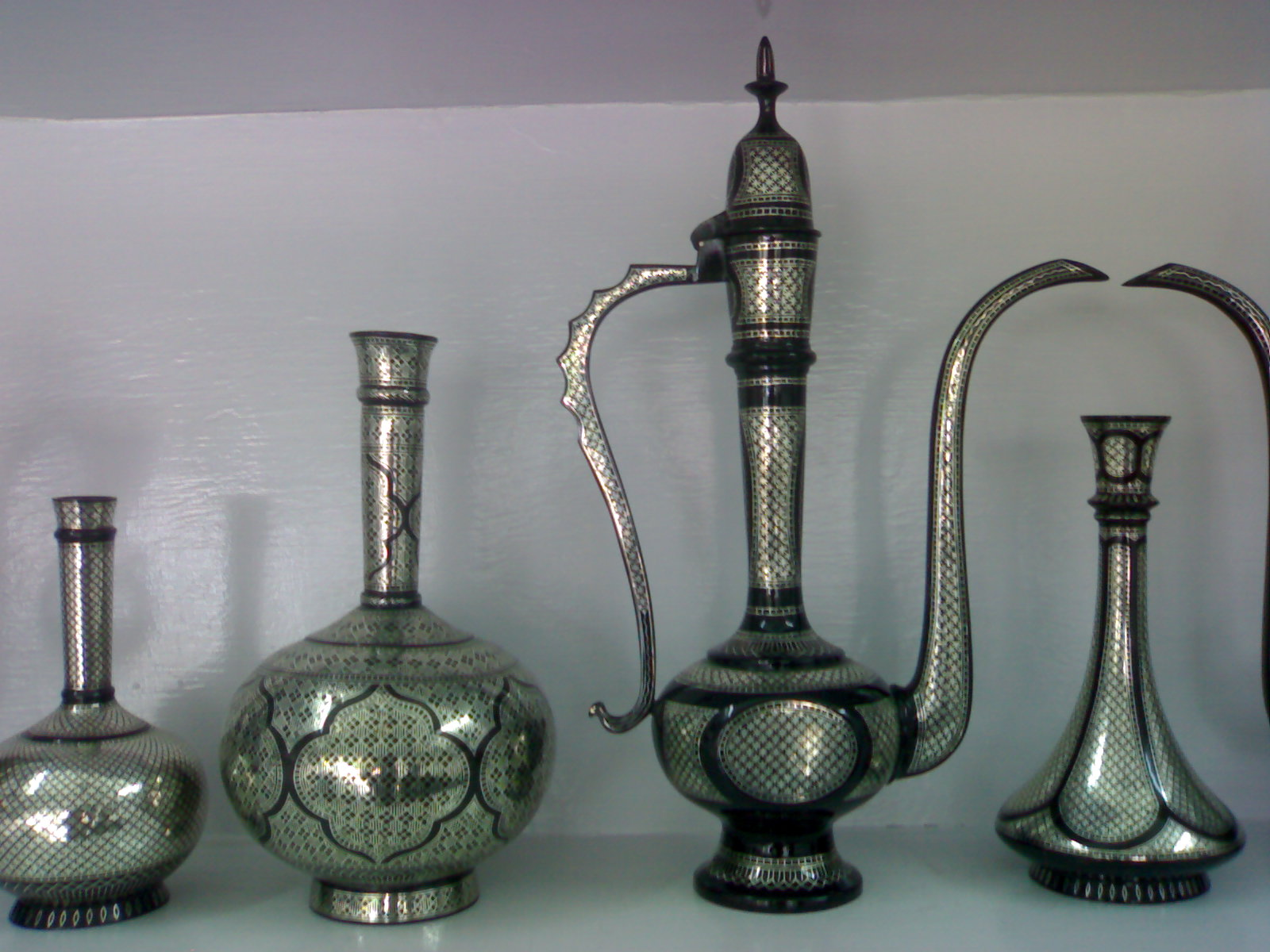
Vasi bidri e decanter
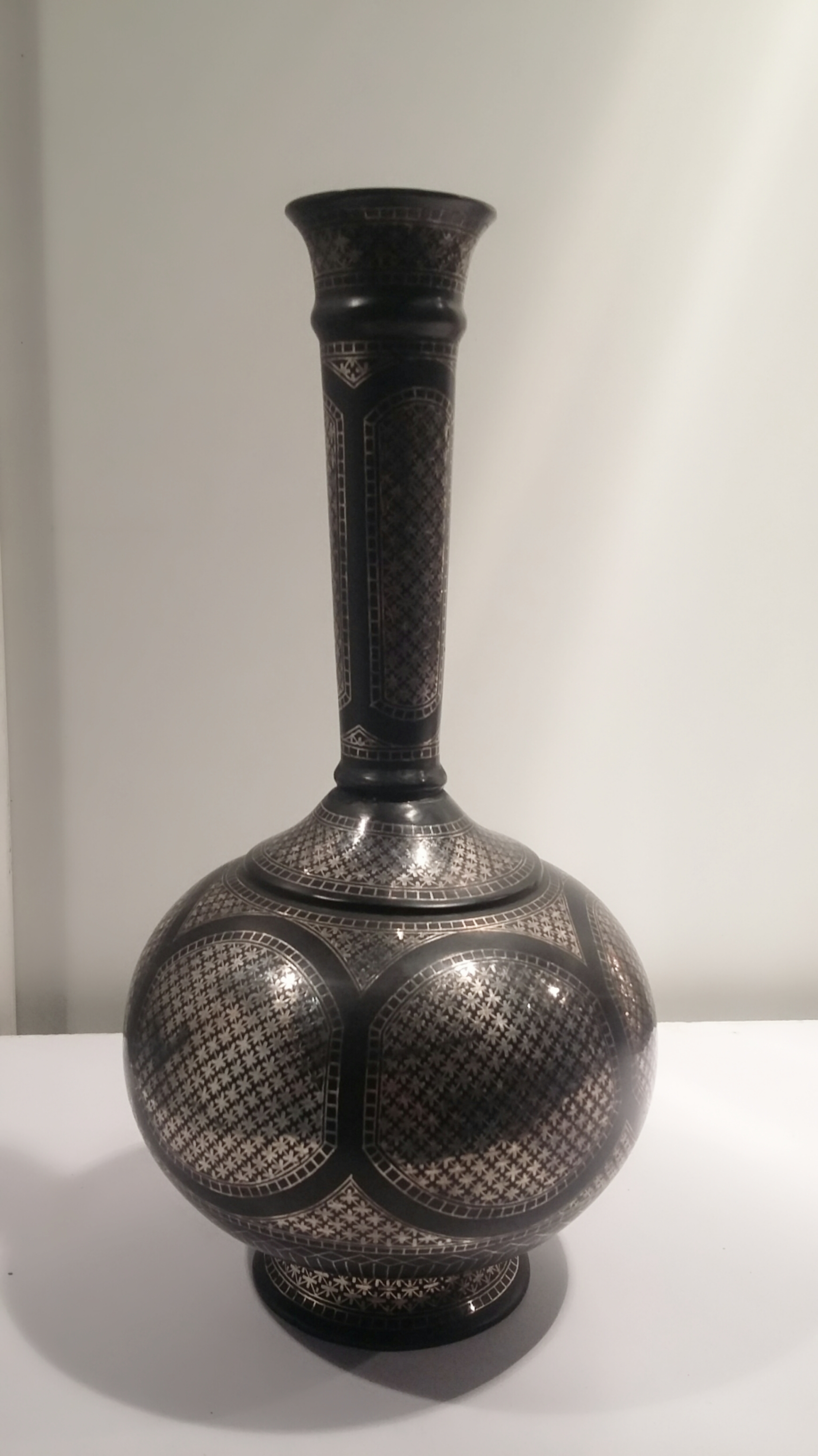
Vaso bidri
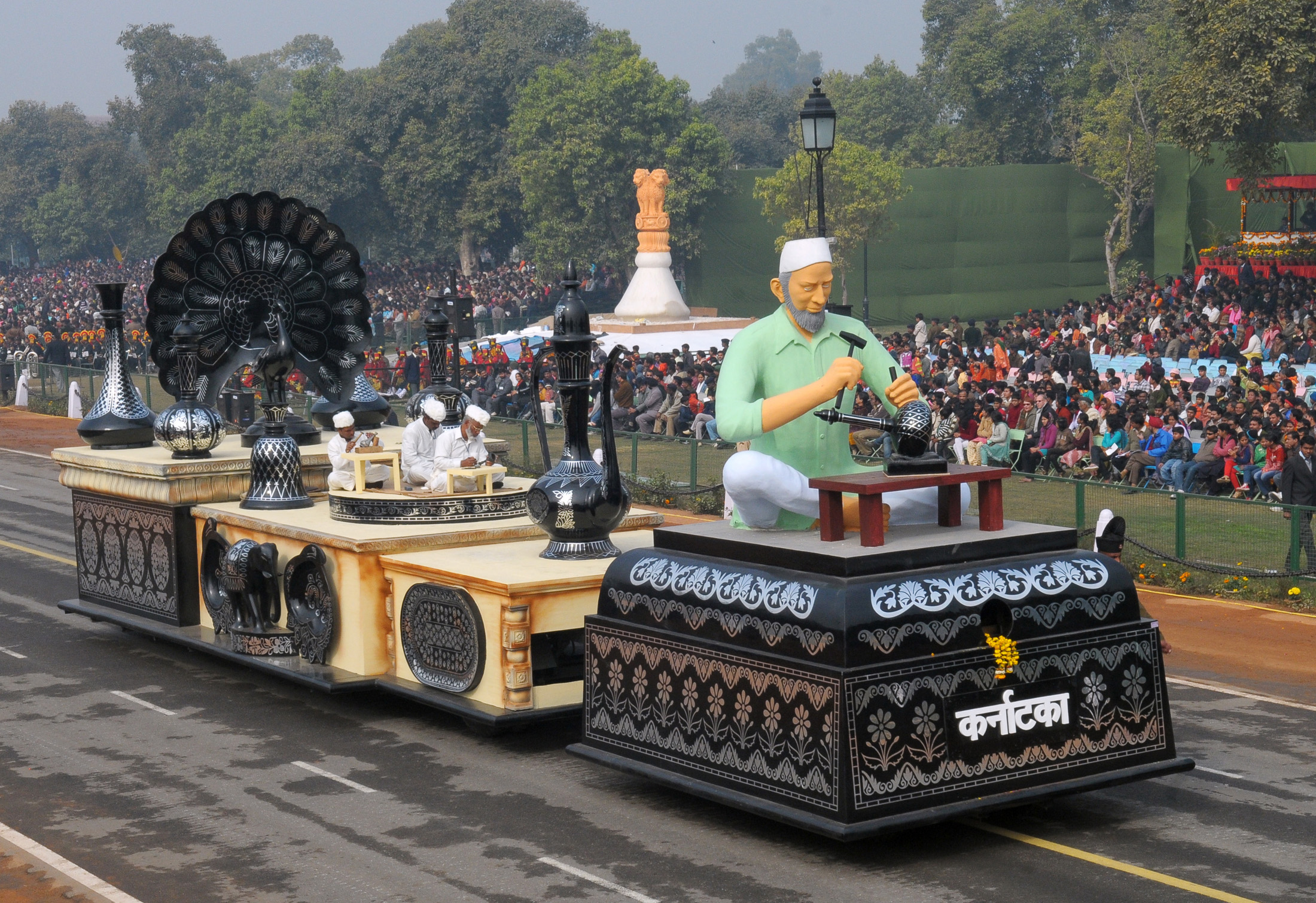
Quadro del Karnataka raffigurante bidri. L'artigianato di Bidar passa attraverso il Rajpath durante la parata della Festa della Repubblica 2011 a Nuova Delhi
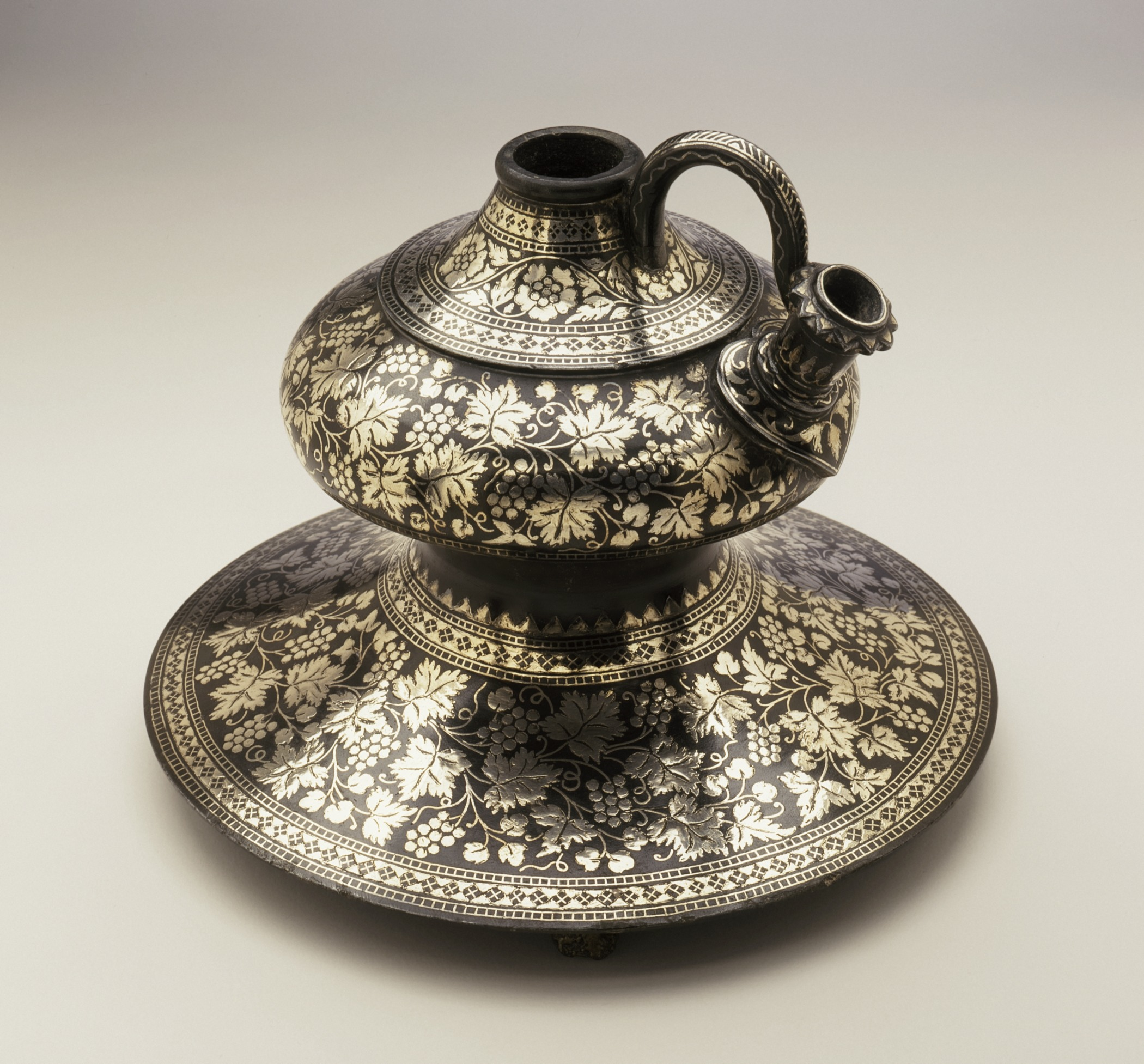
Teiera del 1775 esposta nel Museo d'arte della contea di Los Angeles.